# Jiushi
Jiushi (kinesiska: 九市) är en köping i sydöstra Kina. Den ligger i Deqing härad i staden Zhaoqing i provinsen Guangdong, omkring 130 kilometer väster om provinshuvudstaden Guangzhou. Antalet invånare är 24 551. Befolkningen består av 11 969 kvinnor och 12 582 män. Barn under 15 år utgör 24,0 %, vuxna 15-64 år 64 %, och äldre över 65 år 11,0 %.